# غلاسكو الشمالية الشرقية (دائرة انتخابية في المملكة المتحدة)
غلاسكو الشمالية الشرقية (بالإنجليزية: Glasgow North East)‏ هي إحدى الدوائر الانتخابية في المملكة المتحدة الممثلة في مجلس العموم في برلمان المملكة المتحدة.
عضو البرلمان الذي يمثلها حالياً هو :Rt Hon Michael J. Martin (SPK).